# Jim Cutlass
Jim Cutlass ist eine frankobelgische Western-Comicserie. 

## Inhalt
Jim Cutlass ist Hauptmann der Nordstaatenarmee. Nach dem Sezessionskrieg will er sein Erbe, eine Baumwoll-Plantage bei New Orleans, in Empfang nehmen. Jedoch gehört die Hälfte seiner schießwütigen Cousine Carolyn. Die beiden versuchen sich nun zu arrangieren und das heruntergekommene Anwesen wieder auf Vordermann zu bringen. Cutlass gelingt es, die ehemaligen Sklaven wieder als Arbeiter zu gewinnen, diesmal mit Bezahlung. Bedroht wird das ganze Arrangement von Mitgliedern des Ku-Klux-Klan.

## Veröffentlichung
Die ersten 17 Seiten erschienen als Kurzgeschichte in einer Western-Spezial-Ausgabe der Zeitschrift Pilote im Juni 1976. Zu einem Album erweitert erschien der erste Band Mississippi River dann 1979 bei Les Humanoïdes Associés. Texter war Jean-Michel Charlier und Zeichner Jean Giraud.
12 Jahre später erschien die Fortsetzung beim Verlag Casterman. Als Zeichner fungierte von da an Christian Rossi. Durch Charliers Tod blieb das Album nach 36 Seiten erst unvollendet, der Rest sowie die Folgebände wurden dann von Jean Giraud getextet.
Auf Deutsch erschien der erste Band beim Volksverlag, Band 1 bis 4 beim Carlsen Verlag und Band 5 bis 7 bei Kult Editionen.

## Alben
- Mississippi River (1/1979)
- Der Mann aus New Orleans (2/1991)
- Der weiße Alligator (3/1993)
- Donnergrollen (4/1995)
- Bis zum Hals! (5/1997)
- Geister, Zombies und Kanonen (6/1998)
- Schwarze Nacht (7/1999)